# Under Italiens Sol
Under Italiens Sol er en britisk stumfilm fra 1922 af George Fitzmaurice.

## Medvirkende
- James Kirkwood som Daniel Forbes Pike
- Anna Q. Nilsson som Genevieve Granger-Simpson
- Geoffrey Kerr som Horace Granger-Simpson
- Norman Kerry som Kinsillo
- Dorothy Cumming som Sabina
- José Ruben som Ribière
- Annette Benson som Faustina Ribière